# Begter
Begter var en äldre halvbror till Djingis khan och Kasar. Han dödades av dessa då han behållit sina jaktbyten för egen del då familjen svalt och var på flykt undan Vargarnas nye khan som hade lämnat dem helt utan vapen, hästar och mat efter att ha tagit makten över stammen. Detta är taget ifrån Conn Igguldens skönlitteraturserie "Erövraren" och har inget historiskt belägg.